# 비마니 시리즈 관련 인물 목록
이 문서에서는 비마니 시리즈에 관련된 인물들을 나열한다.
해당 인물이 주로 사용하는 명의 외에 다른 명의도 같이 나열한다. 주로 사용하는 명의는 굵은 글씨로 표기한다.

## 작곡가
- 이시카와 다카유키
  - dj TAKA, TAKA
  - D.J.Amuro, D.J.SETUP, Lion MUSASHI, Risk Junk, 金獅子
- 나구모 레오
  - dj nagureo
  - tiger YAMATO
- 시미즈 다쓰야
  - Tatsh
  - dj Killer, 白虎
- 니시무라 요시타카
  - DJ Yoshitaka
  - 朱雀, Humanoid
  - Lucky Vaccum
- 사카키바라 다쿠
  - TaQ
- 후지 다케히코
  - SLAKE, SPARKER, CALF
- 가쿠타 도시유키
  - L.E.D, L.E.D.LIGHT, L.E.D.-G
- 우치다 도모유키
  - Mr.T, ucchie
- 와키타 준
  - wac
  - 少年ラジオ, 玄武
- 후루카와 다쓰야
  - good-cool
- 도고 히로유키
  - Togo
- 마에다 나오키
  - NAOKI, N.M.R, Reven-G
- 구보타 오사무
  - Osamu Kubota
- 후지모리 소타
  - Sota Fujimori
  - dj MAX STEROID
- 아키라 야마오카
  - AKIRA YAMAOKA
- 나카하라 류타로
  - Ryu☆, Ryu*, Ryu
  - 靑龍, 대한민국의 리듬게임 매니아들 사이에서는 Ryu걲이라고도 부른다. 이것은 Ryu☆라는 명의에서 별표(☆)가 인코딩이 손상되어 나올 때 'Ryu걲'이라고 출력되는 데서 기인한다.
  - HHH, HHH+H, Another Infinity (유닛)
- 사이토 고스케
  - kors k
  - teranoid, StripE
- 사토 나오유키
  - 猫叉Master, 猫又Master
- 후나키 도모스케
  - TOMOSUKE
  - Orange Lounge, Zektbach
- 스기모토 기요타카
  - DJ SIMON
- 히라타 쇼이치로
  - Shoichiro Hirata
- 호소에 신지
  - sampling masters MEGA
- 사소 아야코
  - sampling masters AYA
- 이이요시 아라타
  - S.S.D.FANTASICA
- 타가와 요시히로
  - DJ TOTTO
  - .yoc
- 우에노 케이이치
  - baby weapon, DJ Swan
- Y&Co.
- BeForU
- 가라시마 준코
  - jun
- 신타니 사나에
  - Sana
- 호시노 가나코
  - 星野奏子
- 구니타케 미유키
- 후루카와 모토아키
- 사사키 히로후미
- 아사키
- 오노 히데유키
- 이즈미 무쓰히코
- 고에즈카 요시히코
- 우에마쓰 유에이
  - YUEI
- 후나기 도모스케
- 우에코 하루미
  - Jimmy Weckl
- Thomas Howard Lichtenstein
- 고조 나카무라
- 다구치 야스히로
  - TAG
  - SUPER STAR 満-MITSURU-
- 센본마쓰 진
- 구로사와 다이스케
  - 96
- 사쿠라이 도시오

## 그래픽 아티스트
- VJ GYO
- HES
- MAYA
- F-FLY
- shiro
- VJ YUZ
- GOLI

## 보컬
- Raj Ramayya
- Thomas Howard Lichtenstein
- 사쿠라이 레이지
  - RayZX